# Rejon abzieliłowski
Rejon abzieliłowski (ros. Абзелиловский район) – jeden z 54 rejonów w Baszkirii. Stolicą regionu jest Askarowo.
100% populacji to ludność wiejska, ponieważ w regionie nie ma żadnego miasta.